# BBC 이스트미들랜즈
BBC 이스트미들랜즈 (BBC East Midlands)는 더비셔 주 (하이피크, 노스이스트더비셔 주, 더비셔데일스 구 제외), 레스터셔 주, 노팅엄셔 주 (바셋로 제외), 링컨셔 주의 러틀랜드 구와 사우스케스트이븐 구를 대상으로 한 잉글랜드 지방 방송이다.

## 방송

### 텔레비전
BBC 이스트미들랜즈의 텔레비전 방송은 간판 지역 뉴스 프로그램인 <이스트미들랜즈 투데이>를 필두로, 화제집중 프로그램인 <인사이드 아웃>과 <선데이 폴리틱스> 시간에 방송되는 15분짜리 자체방송으로 구성된다.
BBC 이스트미들랜즈의 텔레비전 방송 권역은 라디오 방송 권역보다 더 넓은데 월섬에서 내보내는 방송이 링컨셔와 노샘프턴셔까지 수신되기 때문이다. 사실상 라디오 레스터가 노샘프셔 전역을 포함해 월섬발 텔레비전 방송 수신 권역의 대부분을 덮고 있다.

### 라디오
BBC 이스트미들랜즈는 BBC 라디오 노팅엄, BBC 라디오 더비, BBC 라디오 레스터의 총괄 본부이다.
주말이 되면 세 방송국은 오전 6시부터 지역 프로그램을 편성해 오후 7시 마크 포레스트가 진행하는 전국 저녁 쇼프로로 돌리기까지 이어간다. 주말에 방송되는 <이스트미들랜즈 레이트 쇼>는 일요일부터 목요일까지 노팅엄에서 녹음되며 다양한 진행자와 함께 오후 10시부터 오전 1시까지 방송된다.

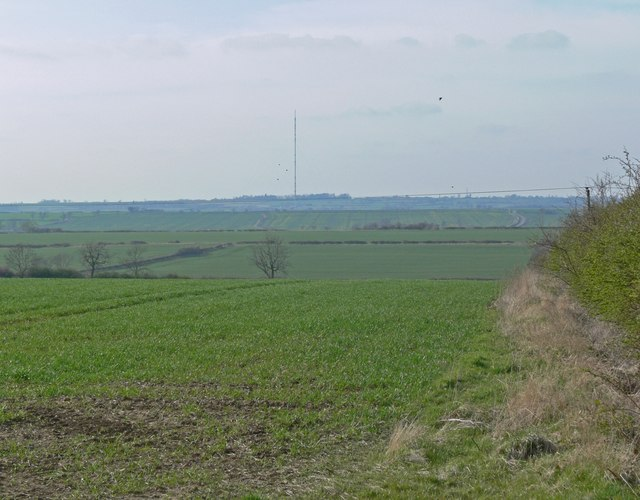
레스터셔 시골 지역에 자리한 월섬 송신소

### 온라인과 상호 방송
BBC 이스트미들랜즈는 BBC 레드 버튼에 지방 뉴스와 지역 라디오 페이지, 그리고 각 주별로 'BBC 로컬 뉴스' 웹사이트도 제공하고 있다.

## 역사
이스트미들랜즈는 BBC 미들랜즈의 권역에 포함되어 있었으며, 당시 BBC 미들랜즈는 페블 밀 스튜디오에서 총괄을 맡고 노팅엄 더비 로에 위치한 윌슨 하우스 최상층에 작은 텔레비전과 라디오 스튜디오를 두고 있었다. 이 스튜디오에서는 미들랜즈 지방 전역에 방송되는 BBC 미들랜즈의 저녁 프로그램 <미들랜즈 투데이>에 들어갈 생방송 기자 보도와 인터뷰를 제작했다. 또 <도그 쇼>나 <데니스 매카시의 위클리 에코>를 비롯한 몇가지 지역 프로그램도 제작됐다.
하지만 이스트미들랜즈 지역의 시청자들에게 좀 더 친숙한 방송을 전하기 위해 몇가지 변화가 이뤄지기 시작했다. 초창기에는 <미들랜즈 투데이> 프로에 들어가는 네트워크 뉴스와 몇번의 짧은 뉴스 단신으로 자체 뉴스 방송을 진행하다가, 1991년 1월부터 이스트미들랜즈 지국이 분리 신설되면서 자체방송도 확대해 나갔다. 지역권역 신설로 뉴스 프로그램도 새로 시작했으나 프로그램의 형식과 모습 면에서는 웨스트미들랜즈의 뉴스 프로와 별다를 것 없이 유지됐다. 현재는 미들랜즈 지역 방송과 매우 차별화된 상태다.
2002년 7월부터는 와이드스크린 포맷으로 방송을 개시했다.

## 방송 송출 지역
이스트미들랜즈와 웨스트미들랜즈의 크기는 비슷하지만 버밍엄발 방송 권역 (웨스트)은 노팅엄발 방송 권역 (이스트)보다 더 넓은데, 버밍엄 쪽에는 주송신소가 세 곳 자리해 있고 노팅엄 쪽에는 단 한 곳뿐이기 때문이다. 또 그중에서 월섬발 송출지역의 동쪽 절반 지역은 BBC 이스트미들랜즈 권역 밖에 위치해 있다. 월섬은 레스터셔 동쪽 끝에 위치해 있으며 링컨셔 남부지역의 주요 송신지점이기도 하다. 노샘프턴셔 북부지역도 월섬과 인접해 있고, 케임브리지셔 대부분 지역과 베드퍼드셔 지역도 월섬으로부터 방송을 수신받고 있다.
언론보도에서 다루는 지역 범위와 방송에서 다루는 지역 범위도 서로 다른데 라디오 송출국이 속한 권역에 따라 BBC 이스트미들랜즈 권역인 곳도 있고 아닌 곳도 있기 때문이다. 피터버러와 노샘프턴셔 북부에서는 방송은 거의 다 월섬에서 수신받으면서도, 라디오 방송국은 BBC 이스트 권역으로 묶여 멀리 노위치에 자리해 있다.

## 방송국

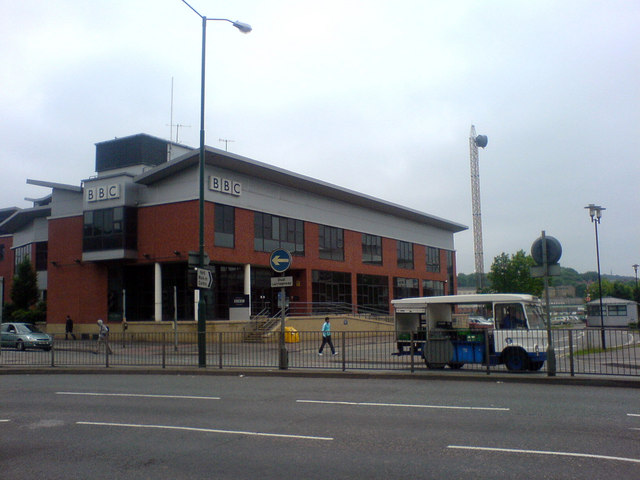
BBC 이스트미들랜즈 본부

1991년에는 지역 텔레비전 방송국, 라디오 노팅엄, BBC 미스트이들랜즈 사무소가 맨즈필드 로의 요크 하우스에 위치해 있었다. 이곳은 1999년 9월부터 텔레비전 스튜디오는 그대로 남긴 채 노팅엄 트렌트 대학교 방송언론센터로 바뀌었으며, 현재는 곧 폐쇄될 예정이다. 노팅엄 트렌트 대학교도 2009년에 방송센터를 골드스미스 가에 자리한 차우서 빌딩으로 이전했다.

### 본부 신축
노팅엄 본부는 지역국이 신설되면서 본격적으로 지어지기 시작했고, 최신 장비와 시설을 갖춘 채 1999년 완공됐다. 노팅엄 본부에는 지역 뉴스 프로그램용 작은 스튜디오인 <이스트미들랜즈 투데이> 뉴스룸과 BBC 라디오 노팅엄 스튜디오가 들어서 있다. 노팅엄 런던 로에 위치해 있다.
BBC 이스트미들랜즈는 총괄본부와 더불어, 더비 세인트 헬렌스 가와 레스터 세인트 니콜라스 플레이스에 사무소를 두고 있으며 BBC 라디오 더비와 BBC 라디오 레스터가 각각 자리잡고 있다. 이들 지역 사무소들도 모두 이스트미들랜즈 투데이에 지역뉴스를 내보내는 보도국을 갖추고 있다.

## 같이 보기
- BBC 잉글리시 리전스